# Anton Kerschbaumer (Maler)
Anton Kerschbaumer (* 20. November 1885 in Rosenheim; † 2. August 1931 in Berlin) war ein deutscher Maler des Expressionismus.

## Leben
Anton Kerschbaumer wurde am 20. November 1885 in Rosenheim geboren. 1901 bis 1908 studierte er an der Kunstgewerbeschule in München bei den Professoren Maximilian Dasio und Julius Exter. Dort legte er das Zeichenlehrer-Examen ab. Er war 1905 Preisträger im Preisausschreiben um Reklameentwürfe für Gemeinschaftswerbung der Unternehmer Ludwig Stollwerck und Otto Henkell. Weitere Preisträger waren die Künstler Julius Diez, Eugen Kirchner, Friedrich Stahl, Albert Klingner, Ludwig Hohlwein, Fritz Klee, Bernhard Halbreiter, Elly Hirsch, Johann Baptist Maier, Georg v. Kürthy, Fritz Helmuth Ehmcke, Paul Leuteritz, Otto Kleinschmidt, Ulrich Hübner, Anton Hoffmann, Otto Ludwig Naegele, Peter Würth, Ernst Oppler, A. Altschul, Ant. Jos. Pepins und August Geigenberger.
1908 nach Berlin übergesiedelt, war er – wie Paul Kleinschmidt – eine Zeit lang Schüler von Lovis Corinth. In Berlin lernte er auch Martin Bloch (1883–1954) kennen. Ihn beeindruckten die Postimpressionisten Paul Cézanne, Vincent van Gogh und Henri Matisse und er ließ sich bei seinen Arbeiten von ihnen beeinflussen, wandte sich aber schließlich vom Impressionismus ab. 1914 konnte er erstmals ausstellen, und zwar beim Kunsthändler Israel Ber Neumann.
Im Ersten Weltkrieg war Kerschbaumer in Ostende (Flandern) im Freiwilligen-Sanitätszug von Erich Heckel, wo auch der Maler Max Kaus, der Schriftsteller und Jurist Ernst Morwitz und der Maler Otto Herbig als Krankenpfleger wirkten. Von Heckels Kunst und lithographischem Schaffen erfuhr er nachhaltige Eindrücke und Anregungen. 1919 nach Berlin zurückgekehrt, nahm er an einer ersten großen Kollektivausstellung bei dem Verleger Paul Cassirer teil. Der überwiegende Teil seiner Werke der 1920er Jahre entstand in einer Arbeits- und „Ideengemeinschaft“, die die Spuren der 1913 aufgelösten Künstlergruppe „Brücke“ wieder aufnahm; hier wirkten Max Kaus und Walter Gramatté mit.
1921 heiratete er und weilte zusammen mit seiner Frau Friederike in den Sommern der folgenden Jahre zumeist am Chiemsee und am Ammersee. Im Würzburg der 1920er Jahre kam er zu gemeinsamem Malaufenthalten auf der „Neuen Welt“ bei der Malerin Gertraud Rostosky mit Erich Heckel, Otto Modersohn, Friedrich Ahlers-Hestermann und anderen Künstlern zusammen. 1926 gründete er zusammen mit Martin Bloch in Berlin eine Kunstschule; Schüler war hier u. a. Kurt Scheele (1905–1944). Im gleichen Jahr beteiligte er sich an einer Kollektivausstellung von Gegenwartskünstlern in der Berliner Galerie Nierendorf. Zu Mal-Aufenthalten hielt er sich 1927 und 1928 in Malcesine am Gardasee auf. 1929 führten ihn Reisen nach Carolles in der Normandie und nach Paris. 1930 war er für drei Monate Stipendiat an der Deutschen Akademie Villa Massimo in Rom. Hier traf er auf die Expressionisten Karl Schmidt-Rottluff und wieder auf Otto Herbig, mit denen er anschließend den Sommer in Malcesine verbrachte. Im Winter des gleichen Jahres schwer erkrankt, starb er am 2. August 1931 in Berlin-Tegel.
Zur Zeit des Nationalsozialismus waren einige Werke Kerschbaumers auf sieben Ausstellungen zu sehen. Gleichzeitig wurden zwei Ölgemälde, fünf Aquarelle und eine Lithografie des Künstlers bei der Aktion „Entartete Kunst“ beschlagnahmt. Zwei Werke wurden zerstört, die restlichen gelten heute als verschollen.
Anton Kerschbaumer war Mitglied im Deutschen Künstlerbund.
Anton Kerschbaumer hatte eine Tochter.

## Werk (Auswahl)
- Stillleben mit Weihnachtsengel, 1930, Ausstellung: Zentrum für verfolgte Künste, Solingen 2022

## Wirken
Kerschbaumer wird den späten Expressionisten, der „Zweiten Generation“, zugerechnet, die unter dem persönlichen, apokalyptisch empfundenen Eindruck des Ersten Weltkriegs die „neue Zeit“ unter künstlerischen Aspekten aktiv mitgestalten wollten. Viele Werke Kerschbaumers befinden sich in Privat- und Familienbesitz sowie in der Sammlung Frank Brabant, Wiesbaden, in der Buchheim-Sammlung, Bernried am Starnberger See, in der Kunstsammlung der Städtischen Galerie Rosenheim, im Brücke-Museum Berlin, im Angermuseum Erfurt, im Museum Abteiberg in Mönchengladbach und in der Bayerischen Staatsgemäldesammlung. 1933 fand in Berlin in der Galerie Nierendorf eine Sonderausstellung von Aquarellen Kerschbaumers als Gedächtnisausstellung statt. 1981, 1999, 2003, 2004, 2005 und 2007 waren bzw. sind Werke von ihm in Ausstellungen des Brücke-Museums in Berlin aus den Sammlungen dieses Museums zu sehen. 2001 fand in Rosenheim eine Kerschbaumer-Ausstellung statt. 2004 waren Werke von ihm in der Ausstellung „Tradition und Aufbruch – Würzburg und die Kunst der 1920er Jahre“ in Würzburg zu sehen. Für 2006/2007 hat die Stiftung Preußischer Kulturbesitz eine ausleihbare Ausstellung „Im Rausch des Elementaren. Späte Expressionisten 1915 bis 1925. Gemälde und Skulpturen aus der Sammlung der Nationalgalerie“ erarbeitet, die auch Ölgemälde Kerschbaumers (z. B. „Grüner Kanal“ von 1925) beinhaltet.

## Ausstellungen
- 1929: Große Kunstausstellung, Kunstverein Kassel
- 1931: Acht Maler stellen aus – Walter Gramatté, Erich Heckel, Otto Herbig, Max Kraus, Anton Kerschbaumer, Otto Mueller, Christian Rohlfs, Karl Schmidt-Rottluff, Stadtmuseum Jena

## Schriften
- Paul Westheim (Hrsg.): DAS KUNSTBLATT. Monatsschrift für künstlerische Entwicklung in Malerei, Skulptur, Architektur und Kunsthandwerk. Beiträge von A. K. in: 3. Jg., 1919, Heft 9 sowie 14. Jg., November 1930.
- Notizen eines Malers. Werkmanuskript. In: Nachlaß von Rudolf Wacker (1893–1939), in: Vorarlberger Landesbibliothek Bregenz